# Ellie Kam
Ellie Kam (Yokota, 20 de diciembre de 2004) es una deportista estadounidense que compite en patinaje artístico, en la modalidad de parejas. Ganó una medalla de bronce en el Campeonato de los Cuatro Continentes de Patinaje Artístico sobre Hielo de 2024.

## Palmarés internacional
| Campeonato de los Cuatro Continentes | Campeonato de los Cuatro Continentes | Campeonato de los Cuatro Continentes | Campeonato de los Cuatro Continentes |
| Año                                  | Lugar                                | Medalla                              | Categoría                            |
| ------------------------------------ | ------------------------------------ | ------------------------------------ | ------------------------------------ |
| 2024                                 | Shanghái (China)                     | Medalla de bronce                    | Parejas                              |